# Komkrit Camsokchuerk
Komkrit Camsokchuerk (thailändisch คมกริช คำโสกเชือก, * 20. April 1989 in Roi Et), auch als Nueng (thailändisch หนึ่ง) bekannt, ist ein thailändischer Fußballspieler.

## Karriere
Komkrit Camsokchuerk erlernte das Fußballspielen in der Assumption School. Seinen ersten Profivertrag unterschrieb er 2008 bei Bangkok United. Der Verein aus der thailändischen Hauptstadt Bangkok spielte in der ersten Liga des Landes, der Thai Premier League. 2010 wechselte er zum Drittligisten Roi Et United. Mit dem Verein aus Roi Et spielte er in der damaligen dritten Liga, der Regional League Division 2, in der North/East-Region. 2011 kehrte er wieder zu Bangkok United zurück. Hier stand er bis 2016 unter Vertrag. Die Rückserie 2014 wurde er an den Ligakonkurrenten Sisaket FC nach Sisaket ausgeliehen. 2015 spielte er auf Leihbasis beim TTM FC und Saraburi FC. 2016 lieh ihn wieder Sisaket aus. Nach Vertragsende in Bangkok unterschrieb er 2017 einen Vertrag beim ebenfalls in der ersten Liga spielenden Suphanburi FC in Suphanburi. Nach der Hinserie nahm ihn der Erstligaaufsteiger Thai Honda Ladkrabang aus Bangkok unter Vertrag. Am Ende der Saison musste er mit Thai Honda in die zweite Liga absteigen. Nach dem Abstieg verließ er den Klub und schloss sich dem Erstligisten Chonburi FC an. Für den Klub aus Chonburi stand er in der Hinserie 2018 zweimal auf dem Spielfeld. Die Rückserie spielte er auf Leihbasis bei Army United. Der Bankoker Verein spielte in der zweiten Liga, der Thai League 2. Die Saison 2019 wurde er an den ebenfalls in Bangkok beheimateten Zweitligisten Kasetsart FC ausgeliehen. Für Kasetsart bestritt er 25 Zweitligaspiele. Ende 2019 wurde sein Vertrag in Chonburi nicht verlängert. Von Januar 2020 bis Ende August 2020 war er vertrags- und vereinslos. Am 26. August 2020 verpflichtete ihn der Drittligist Bankhai United FC. Mit dem Klub spielte er in der Eastern Region der Liga. Anfang Dezember 2021 wechselte er zum in der North/Eastern Region spielenden Mahasarakham FC. Am Ende der Saison feierte er mit dem Verein aus Maha Sarakham die Meisterschaft der Region und die Qualifikation zu den Aufstiegsspielen zur zweiten Liga. Hier konnte man sich jedoch nicht durchsetzen. Im Sommer 2023 wurde sein Vertrag nicht verlängert.

## Erfolge
Mahasarakham FC
- Thai League 3 – North/East: 2022/23